# Velocidad de flujo
En mecánica de medios continuos la velocidad de flujo en fluidodinámica, también velocidad macroscópica en mecánica estadística, o velocidad de deriva en electromagnetismo, es un campo vectorial utilizado para describir matemáticamente el movimiento de un medio continuo. La longitud del vector de velocidad del flujo es la velocidad de flujo y es un escalar.

## Definición
La velocidad de flujo u de un fluido es un campo de vector
{\displaystyle \mathbf {u} =\mathbf {u} (\mathbf {x} ,t),}
que da la  velocidad de una parcela de fluido en una posición 
x y tiempo t .
La velocidad de flujo q es la longitud del vector de velocidad del flujo
{\displaystyle q=||\mathbf {u} ||}
y es un campo escalar.

## Usos
La velocidad de flujo de un fluido describe efectivamente todo sobre el movimiento de un fluido.  Muchas propiedades físicas de un fluido pueden ser expresadas matemáticamente en términos de la velocidad del flujo.  Algunos ejemplos comunes son:

### Flujo constante
Se dice que el flujo de un fluido es constante si u no varía con el tiempo. Esto es si
{\displaystyle {\frac {\partial \mathbf {u} }{\partial t}}=0.}

### Flujo incompresible
Si un fluido es incompresible la divergencia de u es cero:
{\displaystyle \nabla \cdot \mathbf {u} =0.}
Es decir, u es un campo solenoidal.

### Flujo irrotacional
Un flujo es irrotacional si el rotacional de u es cero:
{\displaystyle \nabla \times \mathbf {u} =0.}
Es decir, si u es un campo de vector irrotacional.
Un flujo en un conjunto simplemente conexo qué es irrotacional puede ser descrito como un flujo potencial, a través del uso de un potencial de velocidad {\displaystyle \Phi ,}, con {\displaystyle \mathbf {u} =\nabla \Phi .}. Si el flujo es irrotacional e incompressible, el Laplaciano del potencial de velocidad tiene que ser cero: {\displaystyle \Delta \Phi =0.}

### Vorticidad
La vorticidad {\displaystyle \omega }, de un flujo puede definirse en términos de su velocidad de flujo por 
{\displaystyle \omega =\nabla \times \mathbf {u} .}
Así, en un flujo irrotacional la vorticidad es cero.

## El potencial de velocidad
Si un flujo irrotacional ocupa un conjunto simplemente conexo entonces existe un campo escalar {\displaystyle \phi } tal que
{\displaystyle \mathbf {u} =\nabla \mathbf {\phi } .}
El campo escalar {\displaystyle \phi } se denomina el potencial de velocidad para el flujo. (véase Campo vectorial conservativo.)